# Heinkel He 535
Il Do 435 /E 535 era un progetto per un caccia notturno/pesante progettato dalla tedesca Dornier ma poi assegnato alla Heinkel.

## Sviluppo
Fu avviato nel 1943 dalla Dornier con lo sviluppo di una serie di studi per installare un jet nella parte posteriore della Dornier Do 335 nell'intento di sostituire il motore a pistoni. A metà del 1944 si decise un'ulteriore elaborazione di questi progetti.

Successivamente, il progetto venne trasferito alla Heinkel, dal momento che aveva più esperienza nell'uso dei motori a reazione e lo sviluppo della caccia notturni. L'unità venne designata a quel punto come Heinkel He 535/E 535.
L'unità sarebbe stata dotata delle ali del Do-335 o di nuove ali a profilo di flusso laminare. Lo scafo ha dovuto essere adattato per il posizionamento del motore a reazione al fine di creare spazio per l'operatore radar.
I motori erano un motore di linea a raffreddamento liquido Daimler-Benz DB 603LA di 2300 CV collocato nella parte anteriore della fusoliera e un motore Heinkel He S11 jet con 1.300 kg di spinta nella parte posteriore della fusoliera. Le prese d'aria del motore a reazione erano stati posti su entrambi i lati dello scafo al livello delle radici alari. L'elica era tripala e aveva un diametro di 3,50 m. In alternativa si sarebbe potuto installare il Junkers Jumo 213J invece del motore Daimler-Benz.
L'armamento consisteva in due cannoncini da 30 millimetri MK108 che avrebbero dovuto sparare obliquamente verso l'alto, due cannoncini da 20 mm MG151/20 nel naso della fusoliera e un cannoncino 30 millimetri MK108 che avrebbe sparato attraverso l'albero di trasmissione.
Nel gennaio del 1945 venne sottoscritto un contratto di sviluppo. Il primo volo del prototipo era previsto per maggio 1945 ma nessun'unità venne costruita prima della fine della seconda guerra mondiale.

### Specifiche tecniche
- Larghezza: 15.40 m
- Lunghezza: 13.40 m
- Altezza: 5.60 m
- Peso a vuoto: 7.585 kg.
- Peso al decollo: 10.500 kg.
- Velocità massima: 822 km / h.
- Autonomia di volo: 5 ore.

## Utilizzatori
Germania
- Luftwaffe (previsto)